# あおば生命保険
あおば生命保険株式会社（あおばせいめいほけん）は、かつて存在した日本の生命保険会社。

## 概説
1997年（平成9年）4月に破綻した日産生命保険相互会社の保険契約の受け皿会社として、1997年（平成9年）6月26日に、生命保険協会により資本金10億円で設立された、保険契約の維持管理会社である。
生命保険協会で保有していた全株式は、1999年11月30日、フランスの投資グループであるアルテミス（fr:Artémis (holding)) の子会社タワー･エス･エイに250億円で売却。その後、2004年（平成16年）11月1日に、プルデンシャル生命へ約200億円で譲渡され、同社の完全子会社になる。翌2005年（平成17年）2月1日には、同社に吸収合併され、あおば生命の歴史の幕は閉じた。
合併の前期末である2004年（平成16年）3月末の時点で、保有件数は約50万件、総資産は7,009億円であった。

## 二次破綻の懸念
- 日産生命の保険契約移転に当っては、保険契約者保護基金より2,000億円の資金援助を受けたが、破綻の要因となった逆ざやを縮小させるため、既契約の予定利率を一律2.75%に引き下げると共に、7年以内の解約に対しては解約返戻金を最大15%削減する規定（解約控除規定）が盛り込まれた。
- 当時の金利環境から考えると、将来発生する逆ざや額合計は約3,000億円と試算されており、2,000億円の資金援助だけでは十分ではなく、経費の削減などにより補っていくこととされ、二次破綻の懸念を持たれていた。
- しかしながら、契約移転の完了直後から、想定以上の解約申し出があり解約控除益が発生したことと、徹底したコスト削減が功を奏し、二次破綻は免れた。
- 同社の破綻に伴い、生命保険業界は2,000億円もの負担を強いられたが、2年後に同社株式をフランスの投資グループであるアルテミスに250億円で売却したことから、実質的な負担額を減少させることができた。

## 社名の由来
同社が受け皿となった、日産生命の本社が東京都目黒区青葉台にあり、同社も引き続きその地を本社としたことから、その地名を取って命名された。

## 年表
- 1997年（平成9年）4月25日　-　日産生命に対して業務停止命令が下され、破綻
- 1997年（平成9年）6月26日　-　生命保険協会の全額出資により設立
- 1997年（平成9年）7月7日　-　大蔵省より保険業免許取得
- 1997年（平成9年）10月1日　-　日産生命より契約移転を受ける
- 1999年（平成11年）11月30日　-　全株式がフランスの投資グループ、アルテミスに250億円で譲渡。
- 2004年（平成16年）11月1日　-　プルデンシャル生命が約200億円で買収し、完全子会社化。
- 2005年（平成17年）2月1日　-　プルデンシャル生命と合併し、消滅